# ميشال طعمة
ميشال إبراهيم طعمة (1933 – 1976) هو شاعر غنائي وكاتب أغاني لبناني.

## حياته
ولد في بلدة كفرنيس أعلي جبال لبنان سنة 1933، تلقى علومه في القرية، عمل سكرتير في عيادة طبيب باطنية يدعي توما في بيروت وهو في الثامنة عشرة من عمره.
تزوّج من أنطوانيت رحال من بلدة صغبين.

## مسيرته
بدأت مسيرته وهو في الثامنة من عمره، بدأ يلاحق الشعراء الكبار في المناسبات والمآتم والأفراح، ويشارك في البعض منها، وعندما بدأ العمل في بيروت تعرف على المغنية نجاح سلام فأعجبت بكلماته بعد أن أسمعها بعضاً منها، وبدأت تغني من كلماته فكانت الأغنية الأولى له بصوت نجاح إنت .. إنت من ألحان شفيق أبو شقرا.
يعد طعمة صاحب الثلاثة آلاف أغنية، غنّى له مشاهير المطربين ولحّن له كبار الملحّنين.
كتب العديد من كلمات أغاني الأفلام والمسرحيات والبرامج الإذاعية والتلفزيونية في لبنان والعالم.
عمل ممثّل في فيلم مملكة الفقراء.
- كتب في الصحافة لمدّة سنتين وله أرشيف طويل فيها.
- عيّن عضواً في لجنة الحكم في ستديو الفن سنة 1973 وسنة 1974.
- كتب برنامج الشاطر حسن في لإذاعة اللبنانية، وهو في 13 حلقة مع حوار زجلي بين الجدّ والحفيد.

## أعماله
كتب ميشال العديد من الأغاني للمغنون وهما كالآتي:
- وديع الصافي 35 أغنية.
- صباح 75 أغنية.
- نجاح سلام 52 أغنية.
- هيام يونس 23 أغنية.
- إحسان صادق 52 أغنية.
- نزهة يونس 30 أغنية.
- فريد الأطرش.
- نجاح سلام.
- نور الهدى.
- سميرة توفيق.
- عصام رجي.
- محمد جمال.
- جاكلين.
- فايزة أحمد.
- سعاد محمد.
- وديع عبدو.
- سهام شماس.
- موفق بهجت.
- فهد بلان.
- شادية.
- دلال شمالي.
- هدى، وداد.
- نهى هاشم.
- نور الملاح.
- وليد توفيق.
- سامية كنعان.
- جورجيت صايغ.
- عبدو ياغي.
- هناء الصافي.
- حياة الغصيني.
- وردة.
- حنان.
- سمير يزبك.
- نصري شمس الدين.
- فدوى عبيد.
- ملحم بركات.
- محرم فؤاد.
- جوزف ناصيف.
- محمد سلمان.
- طروب.
- حليم الرومي.
- فيروز.
- غونيل (مغني تركي).
- كانديلاريا (مغنية إسبانيا).
- آنا ماريا (مغنية إسبانيا).
- الثنائي عصام رجي وآمال طنب.
- محمد جمال وطروب.
- نزهة يونس وإحسان صادق.
- إحسان وقمر.
- صباح ووديع.
- موفق بهجت.
- رندة.
- صباح ومحمد سلمان.
- محمد سلمان ونجاح سلام.
- محمد سلمان وجاكلين.
- محمد سلمان وإبنته ريم.
- شوشو وآماليا أبي صالح.

تعامل مع ملحنون عدة أبرزهم:
- قدم الياس الرحباني 90 لحناً.
- عفيف رضوان 180 لحناً.
- توفيق الباشا 55 لحناً.
- فيلمون وهبي 23 لحناً.
- حليم الرومي 8 ألحان.
- سهيل عرفه 8 ألحان.
- سليم الطباع 16 لحناً.
- محمد محسن 136 لحناً.
- فريد الأطرش 30 لحناً.

كما لحّن له محمد عبد الوهاب وحسن غندور وشفيق أبو شقرا ووديع الصافي وملحم بركات، ووليد غلمية وجورج يزبك وعبد الفتاح سكر وبليغ حمدي وسليم الجردي ومحمد جمال وحسن عبد الغني ووديع عبدو وحسن غندور وبهاء الدين الرواس ونور الملاح ورفيق حبيقه ووفريد غصن.

## أغان
تعددت أغانيه ولعل أشهر مؤلفاته الغنائية:
{{قائمة أعمدة|عدد الأعمدة=2|الأعمدة=
- عيونو زرق محبوبي، قالوا ولفك جايي، درب الحب، حلوي وكذابي، عندي جارة يا لطيف، عالله تعود عالله، على مفرق درب الحبايب، عالصورة امضيلي عالصورة، عالمدينة، زقفة يا شباب، مرحبا يا حبايب، مرحبتين، عالبساطة، بيع الجمل يا علي، طاب الهوى طاب، بحب الأسمر، كلنا جميلة للبطلة الجزائرية، عمر الوحدة، رجعنا عا لبنان لاقونا، عندك بحرية يل ريس، مهما طالت فرقتنا، يا غايبين، قالوا عني مجنوني، يا عزيز عيني، هزي يا نواعم، قولوا للورد وللفل، صور يا مصور لبنان، دخلك يا شال، مزيكا يا مزيكا، بدي شوفك كل يوم يا حبيبي، آه يا أم حمادة، حملتك سلامي، فوق غصنك يا ليمونة، بتأمر عالراس وعالعين، لكتب عا وراق الشجر، كل الناس تنين تنين، ست الحناين، شب حليوا أفندي، ما تهزي كبوش التوتي، عالكورنيش، يا دادا يا ختيارة، يا مالك قلب العربان، عيون الذباحة، شوي شوي، وغيرهم مئات الأغاني.

جدّد له 20 أغنية من أغانيه غنّاها: جورج الراسي، هاني العمري، وائل كفوري، وائل جسار، بسكال مشعلاني، نجوى سلطان وغيرهم.
كتب كلمات أغاني "ديوك الحي" مع أسعد وأبو سليم في برنامج إذاعي غنائي فلكلوري.
كتب كلمات أغاني مسرحية "آخ يا بلدنا" أغنية شحاذين يا بلدنا" وكذلك مسرحية للأطفال أغنية "وصلت للتسعة وتسعين" للفنان الكبير حسن علاء الدين "شوشو".
سجّلت له فرقة الأنوار مجموعة من كلماته لإذاعة "صوت العرب".

### كتب
- كتاب حب بحب سنة 1952.
- كتاب الحب الخالد سنة 1953.
- كتاب درب الحب سنة 1955.
- كتاب بنت 16 سنة 1973.
- كتاب تاتيانا سنة 1974.
- كتاب آخ يا بلدي سنة 1977.
- كتاب حبيبتي سنة 1998.

## وفاته
آخر كلمة قالها قبل رحيله 
، بسبب حزنه علي لبنان و توفي سنة 1976.